# Santa Clara de Olimar
Santa Clara de Olimar – miasto w Urugwaju, w departamencie Treinta y Tres.